# Jo Willems
Jo Alfons Willems (* November 1970 in Westerlo, Belgien) ist ein belgischer Kameramann.

## Leben
Nach seinem Schulabschluss in Westerlo, studierte Jo Alfons Willems einige Jahre am Institut Saint-Luc, bevor er nach London zog, um an der London International Film School (LIFS) zu studieren. Willems wollte zu Beginn seines Studiums Regisseur werden, entschied sich doch recht früh auf Kamera umzusatteln. Nach etwa acht Jahren in London nahm er an der Green-Card-Lotterie der Vereinigten Staaten teil, gewann eine Green Card und zog mit seiner Frau nach Los Angeles.
Seit dem Kurzfilm 60 Seconds war Willems Kameramann in Produktionen wie 30 Days of Night, Shopaholic – Die Schnäppchenjägerin und Ohne Limit. Er war auch an vier Teilen der Die Tribute von Panem-Filmreihe beteiligt. Häufiger Regisseur seiner Filme ist Francis Lawrence. Neben dem Dreh von Filmen, war Willems auch Kameramann in einer Reihe von Musikvideos, wie von Justin Timberlake Cry Me a River, von Linkin Park Shadow of the Day und von Will Smith Switch. Sein Schaffen als Kameramann umfasst rund 40 Produktionen. Außerdem war er Kameramann in Werbespots von ESPN, Nintendo und Xbox.
Jo Willems lebt mit seiner Frau Karen, mit der er zwei Töchter hat, in Los Angeles.

## Filmografie (Auswahl)
- 2002: 60 Seconds
- 2005: Hard Candy
- 2005: London – Liebe des Lebens? (London)
- 2007: 30 Days of Night
- 2007: Rocket Science
- 2009: Shopaholic – Die Schnäppchenjägerin (Confessions of a Shopaholic)
- 2011: Ohne Limit (Limitless)
- 2013: Die Tribute von Panem – Catching Fire (The Hunger Games: Catching Fire)
- 2014: Die Tribute von Panem – Mockingjay Teil 1 (The Hunger Games: Mockingjay – Part 1)
- 2015: Die Tribute von Panem – Mockingjay Teil 2 (The Hunger Games: Mockingjay – Part 2)
- 2018: Red Sparrow
- 2020: His House
- 2021: Finch
- 2022: Schlummerland (Slumberland)
- 2023: Die Tribute von Panem – The Ballad of Songbirds and Snakes (The Hunger Games: The Ballad of Songbirds and Snakes)